# جغرافيا المكسيك
تصف جغرافية المكسيك السمات الجغرافية للمكسيك، وهي بلد في الأمريكتين. تقع المكسيك عند خط عرض 23 درجة شمالًا وخط طول 102 درجة غربًا في الجزء الجنوبي من أمريكا الشمالية. يبلغ طول المكسيك عن أبعد نقطة فيها 3200 كم (2000 ميل) وتزيد قليلًا. تحدها الولايات المتحدة من الشمال (وبالتحديد من غربها إلى شرقها، من كاليفورنيا وأريزونا ونيو مكسيكو وتكساس)، والمحيط الهادئ من الغرب والجنوب، وخليج المكسيك من الشرق، ويحدها من الجنوب الشرقي بليز وجواتيمالا والبحر الكاريبي. تقع في أقصى الشمال من أمريكا اللاتينية، وهي أكثر دولة اكتظاظًا بالسكان من بين الدول المتخذة الإسبانية لغة رسمية. تحتل المكسيك المرتبة الثالثة عشر في أكبر دول العالم، إذ تساوي مساحتها ثلاثة أضعاف مساحة تكساس.
تقع أغلب المكسيك على صفيحة أميركا الشمالية، مع أجزاء صغيرة من شبه جزيرة باها كاليفورنيا في الشمال الغربي من المحيط الهادئ وصفيحة كوكوس. تشمل بعض المناطق الجغرافية الجزء الشرقي من برزخ تيهوانتيبيك بما في ذلك شبه جزيرة يوكاتان داخل أمريكا الشمالية. يشمل هذا الجزء ولاية كامبيتشي، وتشياباس، وتاباسكو، وكينتانا رو، ويوكاتان، الذي يمثل 12.1 في المئة من إجمالي مساحة البلد. يمكن القول عوضًا عن ذلك، إن الحزام البركاني العابر للمكسيك يحدد المنطقة من الناحية الفيزيوغرافيكية في الشمال. من الناحية الجيوسياسية، لا تعتبر المكسيك عمومًا جزءًا من أمريكا الوسطى. على الصعيد السياسي، تنقسم المكسيك إلى 31 ولاية ومنطقة فيدرالية واحدة تشكل العاصمة الوطنية.
فضلًا عن العديد من الجزر المجاورة، تشمل الأراضي المكسيكية جزيرة غوادالوبي النائية وجزر رویلیاخیخدو البركانية في المحيط الهادئ. تبلغ المساحة الإجمالية للمكسيك 1972550 كيلومترًا مربعًا، منها نحو ستة آلاف كيلومتر مربع من الجزر في المحيط الهادئ، وخليج المكسيك، والبحر الكاريبي، وخليج كاليفورنيا. تتقاسم المكسيك في الشمال مع الولايات المتحدة حدودًا طولها خمسة آلاف كيلومتر. يحدد نهر ريو برافو ديل نورت (المعروف باسم ريو غراندي في الولايات المتحدة) الحدود الممتدة من سيوداد جواريز شرقًا إلى خليج المكسيك. ترسم سلسلة من العلامات الطبيعية والاصطناعية الحدود الأمريكية المكسيكية غربًا من سيوداد جواريز إلى المحيط الهادئ. تدير اللجنة الدولية للحدود والمياه الحدود بين المكسيك والولايات المتحدة بشكل مشترك. في الجنوب، تتقاسم المكسيك حدودًا يبلغ طولها 871 كيلومترًا مع جواتيمالا وحدود أخرى مع بليز يبلغ طولها 251 كيلومترًا.
تمتلك المكسيك خطًا ساحليًا طوله 9330 كيلومترًا، منه 7338 كيلومترًا يواجه المحيط الهادئ وخليج كاليفورنيا، بينما يواجه الباقي (2805 كيلومتر) خليج المكسيك والبحر الكاريبي. تغطي المنطقة الاقتصادية الخالصة للمكسيك مساحة 3269386 كيلومتر مربع، محتلة بذلك المرتبة الثالثة عشر لأكبر منطقة في العالم. تمتد على مسافة 200 ميل بحري (320 كم) من كل ساحل. تضيق يابسة المكسيك بشكل كبير عندما تتحرك تجاه الجنوب الشرقي من حدود الولايات المتحدة، ثم تتجه فجأة نحو الشمال قبل أن تنتهي في شبه جزيرة يوكاتان التي يبلغ طولها 500 كيلومتر. في الواقع، تقع عاصمة ولاية يوكاتان -ماردة- أبعد إلى الشمال من مدينة مكسيكو أو غوادالاخارا.

## النشاط الزلزالي
تقع المكسيك فوق ثلاث من الصفائح التكتونية الكبيرة التي تشكل سطح الأرض، وهي واحدة من أكثر المناطق النشطة زلزاليًا على الأرض. تتسبب حركة هذه الصفائح في حدوث الزلازل والنشاط البركاني.
تمتد معظم اليابسة المكسيكية على صفيحة أمريكا الشمالية المتحركة غربًا. فيحمل قاع المحيط الهادئ قبالة جنوب المكسيك إلى الشمال الشرقي بفعل الحركة الكامنة لصفيحة كوكوس. تعتبر مادة قاع المحيط كثيفة نسبيًا، فعندما ترتطم بالجرانيت الأخف -المشكِّل لليابسة المكسيكية- يُضغط قاع المحيط تحت اليابسة، ما يؤدي إلى خلق خندق أمريكا الوسطى العميق الذي يقع قبالة الساحل الجنوبي للمكسيك. تتباطأ الأرض المتحركة غربًا فوق صفيحة أمريكا الشمالية وتتجعد حيث تلتقي بصفيحة كوكوس، مشكلّة بذلك سلاسل الجبال في جنوب المكسيك. يفسر اندساس صفيحة كوكوس تردد الزلازل بالقرب من الساحل الجنوبي للمكسيك. تنصهر الصخور المكونة لقاع المحيط بسبب اضطرارها للهبوط، وتصعد المادة المنصهرة من خلال نقاط الضعف في صخور السطح، ما أدى إلى نشوء البراكين في الحزام البركاني عبر وسط المكسيك.
تتجه مناطق ساحل المكسيك على خليج كاليفورنيا، بما في ذلك شبه جزيرة باها كاليفورنيا، نحو الشمال الغربي على صفيحة المحيط الهادئ. بدلًا من اندساس صفيحة واحدة، فإن الصفائح في منطقتي المحيط الهادئ وأمريكا الشمالية تطحن بعضها البعض، محدثة فالقًا انزلاقيًا، وهو الامتداد الجنوبي لفالق سان أندرياس في كاليفورنيا. سحبت الحركة على طول هذا الفالق في الماضي، باها كاليفورنيا بعيدًا عن الساحل، ما خلق خليج كاليفورنيا. تعَد الحركة المستمرة على طول هذا الفالق مصدرًا للزلازل في غرب المكسيك.
للمكسيك تاريخ طويل من الزلازل المدمرة والثورانات البركانية. في سبتمبر 1985، تسبب زلزال بلغت قوته ثماني درجات على مقياس درجة العزم، وتركز في منطقة الاندساس الواقعة قبالة أكابولكو، في مقتل أكثر من أربعة آلاف شخص في مدينة مكسيكو، على بعد أكثر من 300 كيلومتر. ثار بركان كوليما في جنوب غوادالاخارا عام 1994، وفي عام 1983، شهد بركان تشيتشونال ثورانًا عنيفًا في جنوب المكسيك. بدأ بركان باريكوتين في شمال غرب المكسيك كسحابة من الدخان في حقل ذرة عام 1943، وبعد عقد من الزمن كان ارتفاع البركان 424 مترًا. على الرغم من أن بوبوكاتيبيتل وإستاسيواتل («محارب التدخين» و«السيدة البيضاء» على التوالي، في ناواتل)، كانا ساكنين لعقود، فإنهما يرسلان أحيانًا أكوام من الدخان الظاهر بوضوح في مدينة مكسيكو، ما يذكر سكان العاصمة بقرب النشاط البركاني. أظهر بوبوكاتيبيتل نشاطًا متجددًا في عامي 1995 و 1996، ما أجبر على إخلاء عدة قرى مجاورة وأقلق علماء الزلازل والمسؤولين الحكوميين بشأن تأثير ثوران واسع النطاق على المنطقة المجاورة المكتظة بالسكان.

## مؤشرات عامة
المناخ: يتنوع ما بين الاستوائي إلى الصحراوي.
التضاريس: جبال عالية وعرة، وسهول ساحلية منخفضة، وهضاب عالية، وصحراء.
حدود الارتفاعات القصوى:
- أدنى نقطة: لاغونا سالادا - 10 متر.
- أعلى نقطة: بركان بيكو دي أوريزابا - 5700 متر.

الموارد الطبيعية: البترول، والفضة، والنحاس، والذهب، والرصاص، والزنك، والغاز الطبيعي والأخشاب.
استخدام الأرض:
- الأراضي الصالحة للزراعة : 12.98%.
- المحاصيل الدائمة: 1.36%.
- غير ذلك: 85.66% عام 2011.

الأراضي المروية: 64600 كيلو متر مربع عام 2009.
مجموع موارد المياه المتجددة: 457.2 كيلو متر مكعب.
المخاطر الطبيعية: تسونامي وأعاصير استوائية على طول ساحل المحيط الهادئ، وبراكين وزلازل مدمرة في الوسط والجنوب، وأعاصير على سواحل خليج المكسيك والبحر الكاريبي..
البركانية: النشاط البركاني في الجزء الجنوبي الأوسط من البلاد، والبراكين في باها كاليفورنيا في الغالب ساكنة، وكوليما (3850 متر)، التي ثارت عام 2010، هي أنشط براكين المكسيك المسؤولة عن التسبب في إجلاء أهالي القرى بشكل دوري، واعتبرتها الرابطة الدولية لعلم البراكين والكيمياء لباطنية الأرض «بركان العقد»، وهي جديرة بالدراسة نظرًا لتاريخها الثائر وقربها الشديد من التجمع السكاني، وبوبوكاتيبيتل (5426 متر) التي تشكل تهديدًا على مدينة مكسيكو، وتشمل البراكين الأخرى النشطة تاريخيًا بارسينا، وسيبوروكو، وتشيتشونال، وميكواكان غواناخواتو، وبيكو دي أوريزابا، وسان مارتن، وسوكورو، وتاكانا.
البيئة والقضايا الراهنة: ندرة موارد المياه العذبة الطبيعية وتلوثها في الشمال، وسوء نوعية المياه التي يتعذر الوصول إليها في الوسط وفي أقصى الجنوب الشرقي، ومياه الصرف الصحي غير المعالجة والنفايات الصناعية الملوثة للأنهار في المناطق الحضرية، وإزالة الغابات، والتعرية واسعة النطاق، والتصحر، والتلوث الجوي الخطير في العاصمة الوطنية والمراكز الحضرية على طول الحدود الأمريكية المكسيكية، والانخسافات الأرضية في وادي المكسيك بسبب جفاف المياه الجوفية.
البيئة والاتفاقيات الدولية: طرف في: التنوع الحيوي، وتغير المناخ، وتغير المناخ واتفاقية كيوتو، والتصحر، والأنواع المهددة بالإنقراض، والنفايات الخطرة، وقانون البحار، والإغراق البحري، وحفظ الحياة البحرية، وحماية طبقة الأوزون، وتلوث السفن، والأراضي الرطبة، وصيد الحيتان.